# Санту-Антониу-ду-Каюа
Санту-Антониу-ду-Каюа (порт. Santo Antônio do Caiuá) — муниципалитет в Бразилии, входит в штат Парана. Составная часть мезорегиона Северо-запад штата Парана. Входит в экономико-статистический микрорегион Паранаваи. Население составляет 2706 человек на 2006 год. Занимает площадь 219,066 км². Плотность населения — 12,4 чел./км².
Праздник города — 25 ноября.

## История
Город основан в 1961 году.

## Статистика
- Валовой внутренний продукт на 2003 год составляет 18 013 645,00 реалов (данные: Бразильский институт географии и статистики).
- Валовой внутренний продукт на душу населения на 2003 год составляет 6468,10 реалов (данные: Бразильский институт географии и статистики).
- Индекс развития человеческого потенциала на 2000 год составляет 0,750 (данные: Программа развития ООН).